# Marvel Anime
Marvel Anime (マーベルアニメ, Māberuanime) est une série d'animation japonaise sur 4 saisons de 12 épisodes basée sur l'univers de Iron Man (2010), de Wolverine (2011), des X-Men (2011) et de Blade (2011) sur le scénario de Warren Ellis par Mitsuyuki Masuhara, Yuzo Sato, Hiroshi Aoyama et Fuminori Kizaki.
Elle est produite par le studio Madhouse et diffusée à partir d'octobre 2010 sur Animax au Japon, G4 (TV channel) aux États-Unis, Sci Fi Channel en Australie (la série commence par Iron Man). En France, la série est diffusée depuis 2012 sur la chaine Game One.

## Production
En août 2008, le New-York Times annonce que l'éditeur Marvel Entertainment travaille en collaboration avec le studio japonais Madhouse afin de créer quatre série télévisée d'animation basées sur les séries Marvel. Les deux premières séries annoncées sont Iron Man et Wolverine, puis X-Men et Blade ont été annoncées en juillet 2009 pour une diffusion en 2010. Le premier épisode de Iron Man a d'abord été diffusé au Comic-Con 2010, puis au Japon sur Animax le 1er octobre 2010.
En octobre 2012, Madhouse et Marvel Entertainment annonce travailler de nouveau ensemble pour produire un OAV nommé Iron Man : L'Attaque des technovores. Celui-ci est sorti le 16 avril 2013 en DVD et Blu-ray.

## Iron Man

Logo de la série.

### Synopsis
Iron Man (アイアンマン, Aian Man) est diffusé du 1er octobre 2010 au 17 décembre 2010.
Le multimilliardaire américain Tony Stark se rend au Japon pour inaugurer une le prototype d'une station d’énergie propre et totalement gratuite créée sur le modèle du réacteur ARK qu'il a inventé. Cette dernière remplacera l'énergie nucléaire jugée trop dangereuse.  Son but est de faire du Japon un modèle sur le chemin de la paix, car grâce au réacteur, les humains n'auront plus besoin de se faire la guerre pour posséder des sources d'énergie.  Tony Stark compte également mettre ses armures au service du genre humain et dévoile au public une nouvelle armure "Iron Man Dio" qui lui permettra de prendre sa retraite en tant que super-héros. Cependant, ce plan utopique ne convient pas à tous et une société secrète appelée ZODIAC fera tout pour le faire avorter. Iron Man se voit donc contraint de revêtir encore une fois son armure or et rouge pour défendre son projet et les intérêts de sa société qui est mal vue du grand public japonais. Il fait également la connaissance d'une brillante doctoresse, Chika Tanaka, dont il s'éprend, mais cette dernière ne semble pas réceptive au charme de l'américain.
Ces douze épisodes se concentrent sur l'opposition entre esprit Japonais contre esprit Américain, progrès  et tradition,  rêve et réalité, la vision d'un seul et celle d'une multitude. Au japon, Tony Stark, comme un poisson hors de l'eau, se heurte aux traditions bien ancrées dans la société japonaise.

### Personnages
- Iron Man (voix Keiji Fujiwara / Adrian Pasdar / Mathieu Moreau)
- Nanami Ota (voix Eden Riegel / Claire Tefnin)
- Ho Yinsen/Iron Man Dio (voix Hiroaki Hirata / Kyle Hebert / Robert Dubois)
- Minister of Defense Kuroda (voix Unshō Ishizuka // Robert Guilmard)
- Dr. Chika Tanaka /Rumiko Fujikawa (voix Takako Honda / Laura Bailey / Cathy Boquet)
- Cancer (voix Yasuyuki Kase //)
- Pepper Potts (voix Hiroe Oka / Cindy Robinson / Sophie Landresse)
- Professor Michelinie, SDF Officer B (voix J.B. Blanc )
- Ichiro Masuda (voix Antoni Lo Presti)
- Editor Nomura (voix Bruno Bulté)
- Aki (épisode 8)
- Kawashima  (voix Pierre Lognay)
- Sho (voix David Manet)
- Wolverine (voix Rikiya Koyama / Milo Ventimiglia / Karim Barras)
- Ramon Zero/Captain Nagato Sakurai (voix Olivier Cuvellier)

### Première saison (2010)
| No | Titre français                      | Titre japonais           | Titre japonais       | Date de 1re diffusion |
| No | Titre français                      | Kanji                    | Rōmaji               | Date de 1re diffusion |
| --- | ----------------------------------- | ------------------------ | -------------------- | --------------------- |
| 1 | Japon : Iron Man entre en scène     | アイアンマン、来日       | Aian Man, Rainichi   | 1er octobre 2010      |
| 2 | À la recherche du plutonium         | 消えた核を追え           | Kieta Kaku o Oe      | 8 octobre 2010        |
| 3 | Qui sème le vent récolte la tempête | 蘇るプロジェクト         | Yomigaeru Purojekuto | 15 octobre 2010       |
| 4 | Quand le passé vous rattrape        | 再会                     | Saikai               | 22 octobre 2010       |
| 5 | L'épidémie                          | アークステーション, 感染 | Āku Sutēshon, Kansen | 29 octobre 2010       |
| 6 | La promesse                         | 電脳戦線                 | Dennō Sensen         | 5 novembre 2010       |
| 7 | À la merci de mes amis              | 脱出                     | Dasshutsu            | 12 novembre 2010      |
| 8 | La fille du Zodiaque                | 少女                     | Shōjo                | 19 novembre 2010      |
| En rentrant à son appartement, Tony manque de renverser une petite fille, Aki, qui, lui révèle-elle, s'est échappé de ZODIAC. Cette petite possède un pouvoir de télékinésie. Le ZODIAC veut s'en servir pour contrôler un robot géant auquel la fillette est raccordée. Heureusement, Iron Man est là pour mettre un terme à ces projets. |                                     |                          |                      |                       |
| 9 | Confrontation                       | VSアイアンマン           | Bāsasu Aian Man      | 26 décembre 2010      |
| 10 | Le monde selon Yinsen               | 鋼鉄の意志               | Kōtetsu no Isshi     | 3 décembre 2010       |
| 11 | Le début de la fin                  | 黒幕                     | Kuromaku             | 10 décembre 2010      |
| 12 | La contribution du Docteur Tanaka   | 永遠の光                 | Eien no Hikari       | 17 décembre 2010      |

## Wolverine

Logo de la série.

Wolverine (ウルヴァリン, Uruvarin) est diffusé du 7 janvier 2011 au 25 mars 2011.

### Synopsis
La petite amie japonaise de Logan, Mariko Yashida, avait disparu il y a quelques années. Elle serait retournée auprès de son père, Shingen Yashida, Oyabun du clan "Kuzuryu" qui domine le Milieu japonais, c'est également un associé de l'AIM. Dans le cadre de la stratégie économique de sa "charmante entreprise" qui lui permettra de fournir en "opiacés à buts thérapeutiques" tout le marché de la région de l'Océan Pacifique, Parrain Shingen escompte bien utiliser sa charmante fille comme outil politique. En fait, un mariage arrangé est prévu, pour consolider son alliance avec un autre caïd de la pègre, le jeune et ambitieux Hideki Kurohagi, "honnête" président héréditaire d'une île-état détenant le prestigieux et très convoité record mondial du minimum de lois.
Au cours de ce charmant "mariage d'amour", Wolverine entend bien mettre son veto, et introduire au Japon la saine tradition Corse de la lune-de-miel-kidnapping... Et tant pis pour le père de la mariée !
Pourtant, en cette époque où les guerres sont dominées par les armes à feu et les supers-pouvoirs des mutants, Patron Shingen est l'un de ces redoutables experts en arts martiaux qui s'est taillé la part du Lion à grands coups de katana. Tant pis pour le bonheur de sa fille, personne ne touche au Grisbi !
Bastons viriles en perspectives...

### Personnages
- Wolverine/Logan (voix Rikiya Koyama / Milo Ventimiglia / Karim Barras)
- Cyclops/Scott Summers (voix Toshiyuki Morikawa/Scott Porter/Philippe Allard )
- Mariko Yashida (voix Fumiko Orikasa/Gwendoline Yeo/Cathy Boquet)
- Yukio (voix Marcha Van Boven)
- Hideki Kurohagi (voix Kazuki Yao/Vic Mignogna/David Manet)
- Vadhaka (voix Robert Dubois)
- Tesshin Asano(voix Mathieu Moreau)
- Agent Tsukino (voix Mélanie Dermont
- Min (voix Claire Tefnin)
- Shingen Yashida (voix Robert Guilmard)
- Kikyo Mikage (voix Pierre Lognay)
- Agent Machida (voix Nicolas Matthys)
- Scarred Man
- Miyuki
- Juo Kurohagi
- Koh (voix Philippe Résimont)

### Deuxième saison (2011)
| No | Titre français | Titre japonais  | Titre japonais | Date de 1re diffusion |
| No | Titre français | Kanji           | Rōmaji         | Date de 1re diffusion |
| -- | -------------- | --------------- | -------------- | --------------------- |
| 1  | Mariko         | 真理子～MARIKO  | Mariko         | 7 janvier 2011        |
| 2  | Yukio          | 雪緒～YUKIO     | Yukio          | 14 janvier 2011       |
| 3  | Kikyo          | 桔梗～KIKYO     | Kikyō          | 21 janvier 2011       |
| 4  | Omega Red      | 極赤～OMEGA RED | Omega Reddo    | 28 janvier 2011       |
| 5  | Asano          | 浅野～ASANO     | Asano          | 4 février 2011        |
| 6  | Min            | 少女～MIN       | Min            | 11 février 2011       |
| 7  | Vadhaka        | 像～VADHAKA     | Vadaka         | 18 février 2011       |
| 8  | Koh            | 黄～KOH         | Kō             | 25 février 2011       |
| 9  | Hell Road      | 獄道～HELL ROAD | Heru Rōdo      | 4 mars 2011           |
| 10 | Shingen        | 信玄～SHINGEN   | Shingen        | 11 mars 2011          |
| 11 | Kurohagi       | 黒萩～KUROHAGI  | Kurohagi       | 18 mars 2011          |
| 12 | Logan          | 狼眼～LOGAN     | Rōgan          | 25 mars 2011          |

## X-Men

Logo de la série.

X-Men (エックスメン, Ekkusu Men) est diffusé du 1er avril 2011 au 24 juin 2011.

### Synopsis
Les X-Men ont été dissous après la mort d'un de leur camarade Jean Grey. Un an plus tard le professeur Charles Xavier fait de nouveau appel aux X-Men pour enquêter sur la disparition d'une jeune japonaise elle aussi mutante, Hisako Ichiki. Xavier ressent que cet enlèvement pourrait faire partie d'un plan dangereux qui pourrait inclure la disparition d'autres mutants.
C'est alors que les X-Men se rendent au Japon pour secourir Hisako et révéler qui est derrière tout ça.

### Personnages
- Professeur Charles Francis Xavier / Professeur X  (voix Katsunosuke Hori /Cam Clarke / Jean-Marc Delhausse)
- James « Logan » Howlett / Wolverine (voix / Steve Blum / Jean-Michel Vovk)
- Ororo Munroe / Tornade (Storm)  (voix Aya Hisakawa / Danielle Nicolet / Delphine Moriau)
- Henry « Hank » McCoy / Le Fauve (Beast) (voix Hideyuki Tanaka	/ Fred Tatasciore / Patrick Descamps)
- Scott Summers / Cyclope (voix Toshiyuki Morikawa / Scott Porter / Philippe Allard)
- Emma Frost / La Reine Blanche (voix // Marcha Van Boven)
- Jean Grey (voix / Jennifer Hale / Maia Baran)
- Hisako Ichiki / Armor (Marvel Comics) (voix Yukari Tamura / Stephanie Sheh / Nancy Philippot)
- Kōichi Kaga (voix Grégory Praet)
- Jake
- Jun Sanada (voix Alexandre Crépet)
- Yui Sasaki / Moira MacTaggert (voix / Gwendoline Yeo / Angélique Leleux)
- Rat
- Takeo Sasaki / Proteus / Légion (Marvel Comics)
- Inner Circle (Le Club des Damnés)
- Mastermind / Le Cerveau (comics)
- John Sublime (voix Mathieu Moreau)
- Mash (pouvoir de se rendre liquide)
- Neuron (nom inconnu)
- Les parents de Hisako Ichiki
- Kick (voix Philippe Tasquin)

### Troisième saison (2011)
| No | Titre français | Titre japonais            | Titre japonais                  | Date de 1re diffusion |
| No | Titre français | Kanji                     | Rōmaji                          | Date de 1re diffusion |
| -- | -------------- | ------------------------- | ------------------------------- | --------------------- |
| 1  | The Return     | The Return - 集結         | The Return - Shūketsu           | 1er avril 2011        |
| 2  | U-Men          | U-Men - ミュータント探り  | U-Men - Myūtanto Gari           | 8 avril 2011          |
| 3  | Armor          | Armor - 覚醒              | Armor - Kakusei                 | 15 avril 2011         |
| 4  | Transformation | Transformation - 二次変質 | Transformation - Niji Henshitsu | 22 avril 2011         |
| 5  | Power          | Power - 結束              | Power - Kessoku                 | 6 mai 2011            |
| 6  | Conflict       | Conflict-激戦             | Conflict - Gekisen              | 13 mai 2011           |
| 7  | Betrayal       | Betrayal-衝撃             | Betrayal - Shōgeki              | 20 mai 2011           |
| 8  | Lost           | Lost-予兆                 | Lost - Yochō                    | 27 mai 2011           |
| 9  | Revelations    | Revelations-暗躍者        | Revelations - An'yakusha        | 3 juin 2011           |
| 10 | Countdown      | Countdown-真実            | Countdown - Shinjitsu           | 10 juin 2011          |
| 11 | Revenge        | Revenge-終末              | Revenge - Shūmatsu              | 17 juin 2011          |
| 12 | Destiny        | Destiny-絆                | Destiny - Kizuna                | 24 juin 2011          |

## Blade

Logo de la série.

Blade (ブレイド, Bureido), scénario de Kenta Fukasaku, est diffusé du 1er juillet 2011 au 16 septembre 2011.

### Synopsis
Deacon Frost est un vampire, spécimen unique d'une espèce nouvelle dotée de deux paires de crocs (au lieu d'une seule), il est plus fort, plus endurant et plus rapide que la plupart de ses congénères. Visionnaire et savant fou, le Dr Frost rêve de changer le monde à son image, et pour y parvenir engendre de multiples créations. Mais à la fin de l'histoire, la créature tua Franckenstein pour se venger de lui avoir donné cette monstrueuse vie... Lorsque l'on est mu par la haine et la soif de vengeance, jusqu'où peut-on aller avant de perdre son humanité ?
Dans le monde des vampires et de leurs chasseurs est apparu un afro-américain, ce nouveau Jack l'Eventreur est surnommé Blade par le Milieu, à cause de son arme de prédilection, un katana mu-sori (sans courbure) plaqué argent. Blade est en réalité un diurnanbule ("day-walker" en VO), une forme de vie semi-légendaire hybride entre un humain et un vampire, conciliant les avantages et les défauts des deux espèces. Sauvé de la part obscure de lui-même par le chasseur de vampires Noah van Hellsing et le maître samouraï Tanba Yagyu, il a juré d'exterminer les Vampires pour protéger les Hommes.
Mais que se passerait-il si ceux-ci ne voulaient pas êtres sauvés ?
Dans cette adaptation japonaise, le super-héros Blade dézingue du vampire à tout va, mais il doit également faire face aux souffrances qui hantent son passé, ainsi qu'à la folie humaine.

### Personnages
- Blade/Eric Brooks  (voix Akio Ohtsuka/Harold Perrineau/?)
- Tara Brooks (voix Atsuko Tanaka/Nayo Wallace/?)
- Deacon Frost (voix Tsutomu Isobe/JB Blanc/?)
- Makoto (voix Maaya Sakamoto/Kim Mai Guest)
- Noah van Helsing (voix Osamu Saka/Troy Baker/?)
- Ikeda (voix Yasunori Matsumoto/)
- Sakomizu (voix Masahiko Tanaka/)
- Saragi (voix Kyle Hebert)
- Wolverine/Logan (voix Rikiya Koyama)
- Baron Howard
- Alice
- Lucius Isaac
- Kikyo Mikage
- Tanba Yagyu / "Saint Sabreur Tanba"
- High Council Member
- Policier
- Matthes
- Cimarron
- Tanaka

### Quatrième saison (2011)
| No | Titre français                                   | Titre japonais                 | Titre japonais       | Date de 1re diffusion |
| No | Titre français                                   | Kanji                          | Rōmaji               | Date de 1re diffusion |
| -- | ------------------------------------------------ | ------------------------------ | -------------------- | --------------------- |
| 1  | On l'appelle Blade                               | その男、ブレイド               | Sono Otoko, Bureido  | 1er juillet 2011      |
| 2  | L'enfer pour les uns, le paradis pour les autres | 狂った世界                     | Kurutta Sekai        | 8 juillet 2011        |
| 3  | Mort à l'arrivée                                 | ヴァンパイア・ハンター         | Vanpaia Hantā        | 15 juillet 2011       |
| 4  | Les démons du passé                              | 少年の日々                     | Shōnen no Jibi       | 22 juillet 2011       |
| 5  | L'île de Feu                                     | 光る島                         | Hikaru Shima         | 29 juillet 2011       |
| 6  | Mauvais sang                                     | 魔法医の男                     | Mahōi no Otoko       | 5 août 2011           |
| 7  | Griffes et lames                                 | デイ・ウォーカーとミュータント | Dei Uōkā to Myūtanto | 12 août 2011          |
| 8  | Vieilles blessures, sang neuf                    | 永遠の黙示録                   | Eien no Mokushiroku  | 19 août 2011          |
| 9  | Le lien                                          | 師弟の絆                       | Shitei no Kizuna     | 26 août 2011          |
| 10 | Les péchés d'un père                             | 慟哭の渦へ                     | Dōkoku no Uzu e      | 9 septembre 2011      |
| 11 | L'ultime crépuscule                              | 相棒                           | Aibō                 | 16 septembre 2011     |
| 12 | La gloire finale de Deacon Frost                 | 闇の向こう側                   | Yami no Mukōgawa     | 23 septembre 2011     |